# Scolopendra appendiculata
Scolopendra appendiculata är en mångfotingart som beskrevs av Daday 1891. Scolopendra appendiculata ingår i släktet Scolopendra och familjen Scolopendridae. Inga underarter finns listade i Catalogue of Life.